# (556) Phyllis
(556) Phyllis ist ein Asteroid des Hauptgürtels, der am 8. Januar 1905 vom deutschen Astronomen Paul Götz in Heidelberg entdeckt wurde. 
Benannt wurde der Asteroid nach der Prinzessin Phyllis aus der griechischen Mythologie.